# Dinaromys
Dinaromys és un gènere de rosegadors de la família dels cricètids. Tenen una llargada de cap a gropa de fins a 140 mm, amb una cua d'entre el 50 i el 75% de la llargada del tronc. Les orelles són grosses. Viuen a altituds d'entre 1.700 i 2.400 msnm a les serralades dels Alps Dinàrics i els Balcans. Se n'han trobat restes fòssils als Balcans i el nord-est d'Itàlia. El nom genèric Dinaromys significa ‘ratolí dels Alps Dinàrics’ en llatí.